# 대구 달성
대구 달성(大邱 達城)은 대구광역시 중구에 있는 삼국시대의 성곽이다. 1963년 1월 21일 대한민국의 사적 제62호로 지정되었다.
《대구 달성》은 삼국시대의 토축 성곽이다. 삼국사기에 216년 2월 달벌성(達伐城)을 쌓았다는 기록이 있다. 1736년 대구읍성을 쌓을 때까지 대구의 읍성으로서의 역할을 하였다. 일제강점기 동물원으로 개장하여 현재에 달성공원으로 이른다.

## 개요
평지의 낮은 구릉을 이용하여 쌓은 삼국시대의 성곽이다. 높이는 일정치 않으나 4m정도이며, 둘레는 약 1.3km이다.
성벽의 아랫부분에서 초기철기시대의 조개더미와 각종 유물이 발견된 것으로 보아, 이 지방의 중심세력이 성장하여 초기적 국가 형태를 이루면서 쌓은 것으로 생각된다. 또한 경주의 월성처럼 평지에 낮은 구릉을 이용하여 쌓은 것이 특징이다. 따라서 달성은 우리나라 남부지방에서 초기 성곽의 전형으로 평가되고 있다.
성벽은 주로 흙으로 쌓았고, 성벽 윗부분에는 큰 돌덩어리들이 군데군데 드러나 있어 후대에 수리한 것으로 보인다. 성안에는 조선시대 전기까지 군대의 창고가 있었고 우물과 연못이 있었다고 한다. 성의 서남쪽으로 연결된 구릉지대에는 돌방무덤(석실분)이 많이 흩어져 있고, 무덤에서 금동.
대구 달성은 우리나라 성곽 발달사에 있어 가장 이른 시기의 형식이라는 점에서 그 의미가 크다.
조선 영조 27년(1751년) 경상감사로 제수된 조재호는 8월 28일에 달성에 나아가 연회를 열고 활을 쏘았으며, 이곳 달성에서 공사의 소지를 결재하고 저녁에야 감영 관아로 돌아왔다고 자신의 일기 《영영일기》에서 적고 있다.

## 같이 보기
- 달성공원

## 참고 자료
- 대구 달성 - 국가유산청 국가유산포털